# فيل بوستان (زلاغي الغربي)
فیل بوستان (بالفارسية: فیل بوستان) هي قرية تقع في إيران في قسم زلاغي الغربي الریفي.